# Canale di Augustów
Il canale di Augustów (in polacco Kanał Augustowski, [ˈkanaw awɡusˈt?fsk?i]) è un canale artificiale costruito nel XIX secolo in quella che al giorno d'oggi è la zona al confine tra la Polonia nordorientale e la Bielorussia nordoccidentale, all'epoca parte del regno del Congresso e della Russia imperiale, nelle vicinanze della città omonima: è un canale navigabile, e unisce i fiumi Vistola e Nemunas. Zona protetta, è stata recentemente proposta dalla Polonia per l'inserimento nei patrimoni dell'umanità dell'UNESCO.

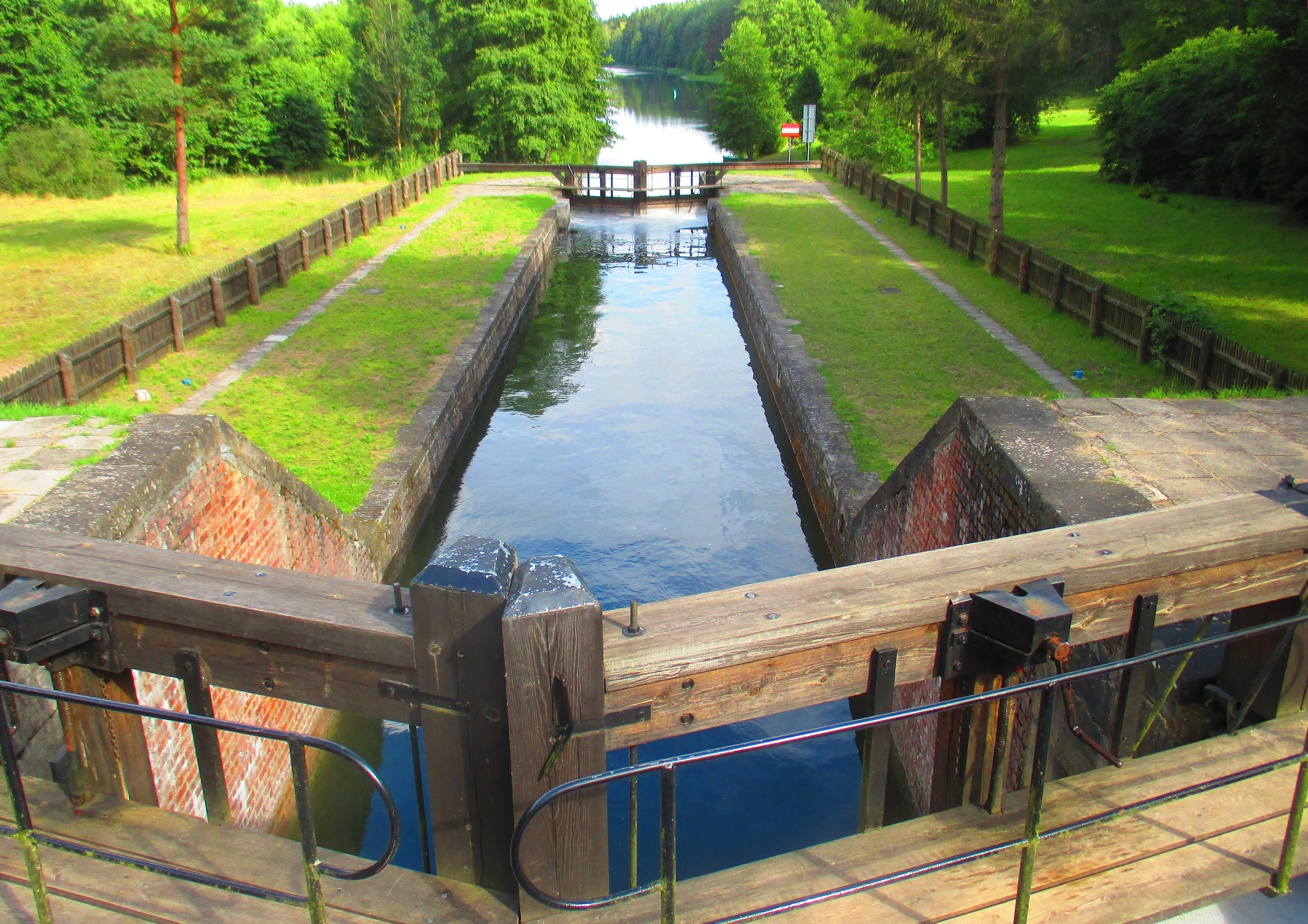
Una chiusa sul canale Augustów

## Storia
Il canale è stato costruito con motivazioni politiche ed economiche: nel 1821 la Prussia introdusse unilateralmente degli alti dazi doganali per le merci polacche o lituane in transito attraverso il suo territorio, in pratica congelando l'accesso al mare ai commercianti polacchi. 
Tra il 1823 e il '39 una via d'acqua progettata dai generali Ignacy Prądzyński e Jan Paweł Lelewel e dall'ingegnere francese Jan Chrzciciel de Grandville Malletski venne costruita, con strutture e edifici idraulici, con lo scopo di oltrepassare il territorio prussiano, collegare il centro del regno del Congresso con i porti lettoni sul mar Baltico.
L'idea del ministro dell'economia polacco, Franciszek Ksawery Drucki-Lubecki, era quella di costruire una nuova via commerciale indipendente dal controllo prussiano fino al porto di Danzica: pur solo parzialmente terminato, il canale fu una ragione sufficiente per rendere la Polonia vincitrice della "guerra doganale" iniziata dalla Prussia. Conseguentemente, l'edificazione della sezione finale del canale (detta windawski, dal nome polacco del porto lettone di Ventspils, Windawa, destinazione finale) venne abortita, anche a causa delle problematiche prodotte dalla Rivolta di Novembre.
La parte che era stata completata divenne una via d'acqua interna allo Stato, di importanza locale, usata
per la navigazione commerciale e per il trasporto di legname da e per la Vistola e il Nemunas. Nel periodo tra le due guerre mondiali divenne per la prima volta un'attrazione turistica, essendo una via molto pittoresca che forniva eccellenti possibilità ai canoisti, oltre che ai velisti, cosa ancor oggi attuale, almeno nella sezione polacca del canale: la sezione bielorussa è invece sempre rimasta fedele alla sua iniziale natura, anche se ci sono dei progetti per modificarne l'uso e renderla più turistica.
Il canale era descritto all'epoca come una meraviglia tecnologica, con numerose chiuse che contribuivano al suo valore anche estetico. Era la prima via d'acqua dell'Europa centrale che collegasse direttamente i due maggiori fiumi, collegandoli contemporaneamente al Mar Nero a sud attraverso il canale Oginsky, i fiumi Dnepr e Daugava e il canale Berezina.
Il canale scorre in una depressione successiva all'era glaciale e in svariate vallate, parte della lunga catena di laghi di Augustów e dei fiumi immissari; i laghi sono Necko, Białe, Studzieniczne, Orle, Paniewo, Krzywe e Mikaszewo; i fiumi sono ben 11: Biebrza, Netta, Czarna Hańcza, Klonownica, Plaska (Sucha Rzeczka, Serwianka), Mikaszówka, Perkucia, Szlamica, Wolkuszanka, Ostaszanka e Nemunas. Esiste inoltre un bacino di riserva d'acqua per riempire il canale in caso di necessità da parte di altri tre laghi, il Sajno, il Serwy e il Wigry, comunque tutti all'interno dell'area proposta per essere protetta dall'UNESCO. Il tipo di territorio rese possibile la perfetta integrazione del canale con le zone circostanti, nel bacino del canale che è ampio circa 83 km², su una lunghezza di poco più di 100 km. Tutte queste vie d'acqua naturali sono connesse con dighe e chiuse e altre installazioni idrauliche, fiancheggiate da corsie percorse da mezzi meccanici che trascinano le imbarcazioni, oltre naturalmente a ponti, edifici e strade. Sei chiuse storiche sono facilmente raggiungibili da un percorso ciclabile utilizzato dagli escursionisti.
Tutti questi laghi e giochi d'acqua attraggono numerosi turisti, come anche le foreste di conifere e la foresta primigenia che è completamente attraversata in senso longitudinale dal canale. Oltre alla navigazione con mezzi personali, come kayak, canoe, barche da pesca o a motore, è possibile percorrerlo su una nave passeggeri.